# Miophenolia cilipes
Miophenolia cilipes is een keversoort uit de familie glanskevers (Nitidulidae). De wetenschappelijke naam van de soort is voor het eerst geldig gepubliceerd in 1916 door Wickham.